# 波開里尼灣
波開里尼灣（英語：Boccherini Inlet）是南極洲的內灣，位於亞歷山大一世島，長33公里、寬30公里，處於貝多芬半島南部，是巴赫冰架的最北端，現時由南極條約體系管理。

## 外部連結
. . United States Geological Survey.   [2011-07-27].
71°50′S 72°20′W / 71.833°S 72.333°W